# Diacatorce
Diacatorce fue un grupo musical de punk chileno, predominantemente femenino, activo entre 1998 y 2003, y que alcanzó a lanzar un único álbum bajo el sello discográfico Quemasucabeza.
El grupo fue impulsado por Susana Cortés y Carolina García. Más tarde, junto a la guitarrista Alejandra Elgueta, conforman en 2003 el grupo de rock actualmente activo Las Jonathan.

## Integrantes
- Susana Cortés — voz, bajo y batería (1998 - 2003)
- Carolina García — voz, batería y bajo (1998 - 2003)
- Bernardita Martínez — guitarra (2001 - 2003)
- Alejandra Elgueta — guitarra (2002 - 2003)

Antiguos miembros
- Alondra Verdi — voz (1998 - 2002)
- Camilo Carrasco — guitarra (1998 - 2000)
- Bernardo — guitarra (2000 - 2001)

## Discografía
- 2000 - Diacatorce